# 奇利科西 (俄亥俄州)
奇利科西（英語：Chillicothe）是美国俄亥俄州罗斯县一个城市和县城。
2010年人口普查时人口为21901人。 它是罗斯县唯一的城市，也是奇利科西小都市统计区的中心（由美国人口调查局于2003年定义）。 奇利科西是由美国国家植树节日基金会指定的美国树城。